# Scraptia donckieri
Scraptia donckieri is een keversoort uit de familie bloemspartelkevers (Scraptiidae). De wetenschappelijke naam van de soort is voor het eerst geldig gepubliceerd in 1917 door Pic.